# Paula Pennsäter
Paula Sofia Pennsäter–Dustler, född 8 november 1976 och uppvuxen i Staffanstorp i Skåne, är en svensk sångerska. 
Pennsäter fick sitt genombrott i TV-serien/dokusåpan Friends på turné, där Paula tillsammans med en grupp andra unga talanger skulle bilda ett band.
Bert Karlsson var en av dem som låg bakom projektet och hade redan tidigt Pennsäter som en av sina favoriter. 1997 blev hon sångerska i dansbandet Jeagers. När Wizex dåvarande sångerska Charlotte Nilsson (numera Perrelli) hoppade av 1999 erbjöds Paula platsen, och hon tackade ja.
Karriären blev framgångsrik, men 2001 tvingades dock Pennsäter sluta av hälsoskäl och därav följande problem med rösten. 2004-2006 var hon tillfälligt tillbaka i bandet.
I juni 2006 meddelade Wizex att Paula Pennsäter skulle sluta som bandets sångerska.
Dansbandsbloggaren och journalisten Michael Nystås utsåg henne 2006 till en av årets dansbandssångerskor.
Hon är för närvarande bosatt i Hjärup med sin man och två barn. Hon vikarierade från maj till augusti 2007 i Wizex eftersom Jessica Sjöholm var mammaledig.

### Fotnoter
1. ↑  Dansbandsbloggen 26 juni 2006 - Paula Pennsäter lämnar Wizex Arkiverad 20 augusti 2010 hämtat från the Wayback Machine.
2. ↑  Dansbandsbloggen 31 december 2006 - Bhonus gjorde 2006 års bästa dansbandsalbum Arkiverad 18 augusti 2010 hämtat från the Wayback Machine.